# Dance Floor Anthem
Dance Floor Anthem (ang. Hymn Parkietu) jest trzecim singlem Good Charlotte z ich czwartej płyty Good Morning Revival. Reżyserem klipu jest Sean Micheal Turrell. Wideo jest rozgrywane w dyskotece, pojawia się także respirator, który pokazuje migające serce. Na końcu teledysku tańczą pielęgniarki, które mają "ratować miłość". Piosenka będzie puszczana pod nazwą "I Don't Want Be In Love".